# Dhaulagiri II
Der Dhaulagiri II ist ein 7751 m hoher Berg in Nepal. Er ist nach dem Achttausender Dhaulagiri I der zweithöchste Berg im Dhaulagiri Himal.
Die Erstbesteigung gelang dem Österreicher Adolf Huber und dem nepalesischen Sherpa Jangbu am 18. Mai 1971 im Rahmen der zum Gedenken an Rudolf Jonas als Dr.-Rudolf-Jonas-Gedächtnis-Expedition bezeichneten Expedition der Österreichischen Himalaya-Gesellschaft (ÖHG). Der US-Amerikaner Ronald Fear und der Österreicher Adolf Weißensteiner, Teilnehmer derselben Expedition, erreichten den Gipfel am selben Tag. Franz Huber, der Bruder von Adolf Huber, hatte die Expeditionsleitung übernommen.
Der Zugang erfolgte von Norden her. Das Basislager war in der Nähe des Dorfes Mukut (Mukot) im Oberen Dolpo errichtet worden. Die tibetisch besiedelte Region nahe der Grenze war zuvor kaum von Menschen aus dem Ausland bereist worden. Die Expeditionsteilnehmer stützten sich auf Erfahrungen der Dhaula Himal Expedition der ÖHG von 1963, an der Franz Huber und Adolf Weißensteiner teilgenommen hatten, und bei der der Zugang über die vorgelagerte Gebirgskette, den so genannten „Tschortengrat“, erschlossen worden war. Ein späterer Besteigungsversuch des Dhaulagiri IV durch Franz und Adolf Huber und Adolf Weißensteiner über denselben Zugang 1973 wurde wegen Schlechtwetters abgebrochen.